# Der große Schwimmer
Der große Schwimmer ist ein Prosafragment von Franz Kafka aus dem Jahr 1920. Die Veröffentlichung erfolgte erst im Rahmen  des Gesamtwerkes.
Ein Olympiasieger im Schwimmen verkündet vor einem festlichen Publikum, dass er gar nicht schwimmen könne.

## Entstehung
Niedergeschrieben wurde das Fragment Ende August 1920. Zu dieser Zeit fand in Antwerpen ein olympischer Schwimmwettbewerb statt. Der große Schwimmer ist nicht Bestandteil der herkömmlichen Zusammenstellung der Werke Kafkas. Er ist Teil der Fragmente aus den sogenannten Konvoluten. Er erschien u. a. in der Kritischen Kafka-Gesamtausgabe Nachgelassene Schriften und Fragmente II.
Reiner Stach hat sich diesem Fragment in seiner Biographie Kafka. Die Jahre der Erkenntnis näher gewidmet.

## Inhalt
Ein Ich-Erzähler berichtet, wie er als Weltrekord-Schwimmer in seine Heimatstadt zurückkehrt und von den Leuten bejubelt wird. Ein Automobil fährt ihn zu einem Festsaal, wo ihn eine Gesellschaft, darunter auch ein Minister und die Frau des Bürgermeisters, erwartet. Es werden Speisen gereicht. Schöne Mädchen sind anwesend. Ein dicker Mann hält eine Rede.
Der Schwimmer ist von Beginn an irritiert. Er weiß nicht, wo seine Heimatstadt ist. Er versteht die Sprache nicht, die hier gesprochen wird. Die Gäste benehmen sich seiner Meinung nach seltsam. So sitzen einige Gäste auffallend verkehrt, nämlich mit dem Rücken zu den Tischen. Der dicke Herr weint bei seiner Rede.
Den Schwimmer drängt es, selbst eine Rede zu halten. Er gesteht, dass er zwar einen Weltrekord errungen habe, aber eigentlich gar nicht schwimmen könne. Außerdem sei er ja wohl nicht in seinem Vaterland, da er hier kein Wort verstehe. Aber gerade das störe ihn nicht sehr. Dass er aus der Rede seines Vorredners herausgehört hat, sie sei „trostlos traurig“, ist ihm sogar zu viel Wissen.
Er fragt sich, ob nicht eine Verwechslung vorliegt. Mit den Worten „Doch kehren wir zu meinem Weltrekord zurück“ endet das Fragment.

## Textanalyse
Der Erzähler  berichtet von einem großen äußerlichen Triumph. Er wird begrüßt mit dem doppelten Ruf: „Der große Schwimmer“. Er wird hofiert von hochgestellten Persönlichkeiten und schönen Mädchen. Dass ein Minister anwesend ist, erschreckt ihn. Die Mädchen lächeln ihn mit langen Blicken zu, aber ein Kontakt zu ihnen scheint nicht möglich. Das Ganze hat auch etwas Traumartiges an sich. Zu den Vorgängen im Festsaal  meint er „vielleicht war alles sogar allzusehr beleuchtet“. Der Schwimmer versteht ihre Sprache nicht, er ist wohl irritiert, aber das berührt ihn nicht im Innersten. Im Gegenteil, er will sich gar nicht mit ihnen auseinandersetzen.
Bleibt die Frage des Schwimmens. Eingangs postuliert er selbst, dass er einen Weltrekord im Schwimmen erkämpft hätte. In der Rede an sein ihm fremdes Publikum gesteht er – oder gibt er vor –, gar nicht schwimmen zu können. Man könnte sogar einen leisen Spott in der Rede erkennen („Seitjeher wollte ich es lernen“). Eine Wertung Sein oder Schein ist aus dem Text heraus nicht möglich.

## Biografische Bezüge
In diesem Fragment werden zwei Themen aufgegriffen, die einen starken Bezug zur Lebenswirklichkeit Kafkas haben. Kafka wurde als Schüler und Student von einer „Entlarvungsfurcht, die seinen Schulalltag bestimmte“, geprägt. Er erwartete ständig ein Ertapptwerden in seiner Unwissenheit. Diese Angstvisionen des Schülers sind Kafka bis in seine letzten Jahre präsent. Die klassischen Gerichtsszenen in seinen Texten beschreiben ein verdrängtes, aber nicht dauerhaft zu unterdrückendes Schuldgefühl und die peinliche Anklage. Im vorliegenden Fragment kommt der Erzähler der Entlarvung zuvor, aber eigentlich benutzt er sie auch zur Abgrenzung gegen diese ihm fremden Menschen, die ihn bejubeln wollen.
Der zweite Tatbestand aus Kafkas eigener Vita ist das Thema Schwimmen. Kafka selbst war ein ausgezeichneter akrobatischer Schwimmer, der auch bei seinen Reisen immer die Gelegenheit zum Schwimmsport wahrnahm. Berühmt ist seine lakonische Kommentierung des Beginns des Ersten Weltkrieges vom 2. August 1914: „Deutschland hat Rußland den Krieg erklärt. – Nachmittag Schwimmschule“.

## Zitat
- Geehrte Festgäste! Ich habe zugegebener maßen einen Weltrekord, wenn Sie mich aber fragen würden wie ich ihn erreicht habe, könnte ich Ihnen nicht befriedigend antworten. Eigentlich kann ich nämlich gar nicht schwimmen. Seitjeher wollte ich es lernen, aber es hat sich keine Gelegenheit dazu gefunden.

## Selbstzeugnis
- Im Oktober 1920 schrieb Kafka folgende Notiz: „Ich kann schwimmen wie die andern, nur habe ich ein besseres Gedächtnis als die andern, ich habe das einstige Nicht-schwimmen-können nicht vergessen. Da ich es aber nicht vergessen habe, hilft mir das Schwimmen-können nichts und ich kann doch nicht schwimmen.“[6]

## Rezeption
- Reiner Stach S. 403: „Das Schwimmer-Fragment gehört zu einer dichten Serie literarischer Versuche auf insgesamt 51 losen Blättern, die heute zum „Konvolut 1920“ zusammengefasst sind. Sie zeigen das für Kafka typische Muster des vielfachen Anlaufs: Erzählansätze, durch Querstriche voneinander getrennt, durch wiederkehrende Motive mit einander verwoben, in unterschiedlichen Stadien ihrer Entfaltung, meist ohne Überschrift...“

## Ausgabe
- Nachgelassene Schriften und Fragmente II. Hrsg. Jost Schillemeit, Fischer Taschenbuch Verlag, ISBN 3-596-15700-5, S. 254–257.

## Sekundärliteratur
- Reiner Stach, Kafka: Die Jahre der Erkenntnis, S. Fischer, ISBN 978-3-10-075119-5

- Peter-André Alt: Franz Kafka: Der ewige Sohn. Eine Biographie. Verlag C.H. Beck, München 2005, ISBN 3-406-53441-4